# Lago Reindeer
El lago Reindeer es una lago de Canadá situado entre las provincias de Saskatchewan y Manitoba.

## Geografía
Es el segundo lago más grande de Saskatchewan y el noveno de Canadá. En él se encuentra más de 5.500 pequeñas islas. Al este se encuentra la municipalidad de Kinoosao, en el norte la municipalidad de Brochet y en el sur la de Southend. Las aguas del lago fluyen hacia el sur por el río Reindeer y por un dique, vertiéndose luego en el río Churchill en dirección norte hacia la bahía de Hudson. Recibe las aguas de 96 ríos.
El lago tiene 233 kilómetros de largo y una anchura máxima de 60 kilómetros. Su profundidad media es de 17 m, con una máxima de 216, cota que se encuentra en la bahía Profunda (Deep Bay), de ahí su nombre. Esta bahía circular de 13 km de diámetro es el vestigio de un impacto de meteorito ocurrido hace unos 140 millones de años. Su volumen de agua es de 95,2 km³.
La pesca y el turismo son importantes en la región. Las aguas claras y profundas del lago lo hacen un paraíso para los pescadores con caña.

## Geología
Las formaciones rocosas del lago son de origen volcánico, del precámbrico, las más antiguas del planeta. De origen más reciente es la Bahía Profunda, el producto de un meteorito que golpeó hace aproximadamente 140 millones de años, dejando un enorme cráter cubierto posteriormente por las aguas del lago. Hay pruebas también de los glaciares que se fundieron hace aproximadamente 8.000 años.